# No Greater Love (pel·lícula de 1932)
No Greater Love és una pel·lícula nord-americana pre-codi dirigida per Lewis Seiler i protagonitzada per Alexander Carr i Dickie Moore, entre d'altres. Fou estrenada el 13 de maig de 1932.

## Repartiment
- Dickie Moore (Tommy Burns)
- Alexander Carr (Sidney Cohen)
- Richard Bennett (cirurgià)
- Alec B. Francis (capellà)
- Beryl Mercer (Mrs. Burns)
- Hobart Bosworth (doctor)
- Betty Jane Graham (Mildred)
- Mischa Auer (Rabí)
- Helen Jerome Eddy (superintendenta)
- Martha Mattox (investigadora)
- Tom McGuire (policia)

## Argument
Sidney Cohen, és el propietari d'una botiga de delicatessen. És un vell, jueu, solter i amb un gran cor es preocupa per tothom, especialment per Mildred Flannigan, una nena catòlico-irlandesa lligada a una cadira de rodes que viu al pis de sobre. Quan la mare de Mildred mor, Sidney decideix adoptar-la per donar-li tot l'amor que necessita, cantar-li cançons Yiddish i aconseguir que arribi a caminar. La gran esperança de Sidney és que un dia les cames de Mildred siguin prou fortes per sostenir-la i que pugui caminar. L'amor del vell és correspost i la nena l'adora. Tommy Burns, un amiguet de Mildred, i la seva àvia, que guanya el diner per a la subsistència de tots dos cuinant, completen les seves vides.
Un dia, Sidney s'assabenta que un gran cirurgià europeu visitarà ben aviat el país i que és l'únic que pot ajudar Mildred. Sidney malvèn la botiga per tenir els diners per als honoraris del metge i retorna a la seva antiga feina de venedor ambulant per poder-se mantenir. L'operació resulta un fracàs però malgrat tot no perden l'esperança i Mildred continua amb una dolorosa rehabilitació. Per acabar-ho d'empitjorar, uns treballadors d'una organització de caritat decideixen que Mildred estarà molt més ben cuidada en un orfenat que no pas amb un vell venedor ambulant. Malgrat les súpliques dels amics de Sidney, un sacerdot i un rabí, Mildred acaba a l'orfenat on viu infeliç.
A l'orfenat accepten que Sidney visiti Mildred una darrera vegada amb la condició que actuï de tal manera que la nena no vulgui anar amb ell i es quedi contenta allà. Sidney li diu que ja no l'estima però les llàgrimes de la nena li trenquen el cor. El vell deambula pels carrers en mig d'una tempesta i acaba malalt de pneumònia. Sense la nena, Sidney s'està deixant morir i en adonar-se d'això el sacerdot, decideix recuperar la nena de l'orfenat i portar-la amb el vell. En veure la nena Sidney es recupera ràpidament, a la vegada, la nena comença a caminar. Tornen a viure junts i ell aconsegueix de muntar de nou una nova botiga.

## Fitxa tècnica
- Direcció: Lewis Seiler
- Guió: Isadore Bernstein (història); Lour Breslow (adaptació i subtítols)
- Productor: Benjamin Stoloff[3]

- Fotografia: William C. Thompson.[1]
- Producció i distribució: Columbia Pictures Corp.